# Франсіско Ернандес (футболіст)
Франсіско Хав'єр Пінеда Ернандес (ісп. Francisco Javier Pineda Hernández, 16 січня 1924, Толука-де-Лердо — 24 січня 2011, Мехіко) — мексиканський футболіст, що грав на позиції півзахисника за клуби «Астуріас» та «Сакатепек», а також національну збірну Мексики.

## Клубна кар'єра
У футболі дебютував 1944 року виступами за команду «Астуріас», в якій провів один сезон.
1950 року перейшов до клубу «Некакса», в якому відіграв чотири сезони.
З 1954 року протягом восьми сезонів грав за команду «Сакатепек». Завершив професійну кар'єру футболіста виступами за команду «Сакатепек» у 1962 році.

## Виступи за збірну
1949 року дебютував в офіційних матчах у складі національної збірної Мексики. Протягом кар'єри у національній команді провів у її формі 3 матчі.
Був присутній в заявці збірної на чемпіонаті світу 1950 року у Бразилії, але на поле не виходив.
Помер 24 січня 2011 року на 88-му році життя у місті Мехіко.

## Титули і досягнення
- Переможець Чемпіонату НАФК: 1949